# ブガッティ・オトモビル
ブガッティ・オトモビル（Bugatti Automobiles SAS ）は、フランスに本社を置く自動車メーカー。フォルクスワーゲンが往年のブガッティの商標権および製造販売権を獲得し100%子会社として1998年に創業。フォルクスワーゲンの取締役会会長であったフェルディナント・ピエヒが主導した。
なお、「Automobiles」部分の日本語表記については、「オトモビル」の他に、「オートモビル」「オートモビルズ」といった表記も見られる。

## ジウジアーロによるコンセプトモデル製作

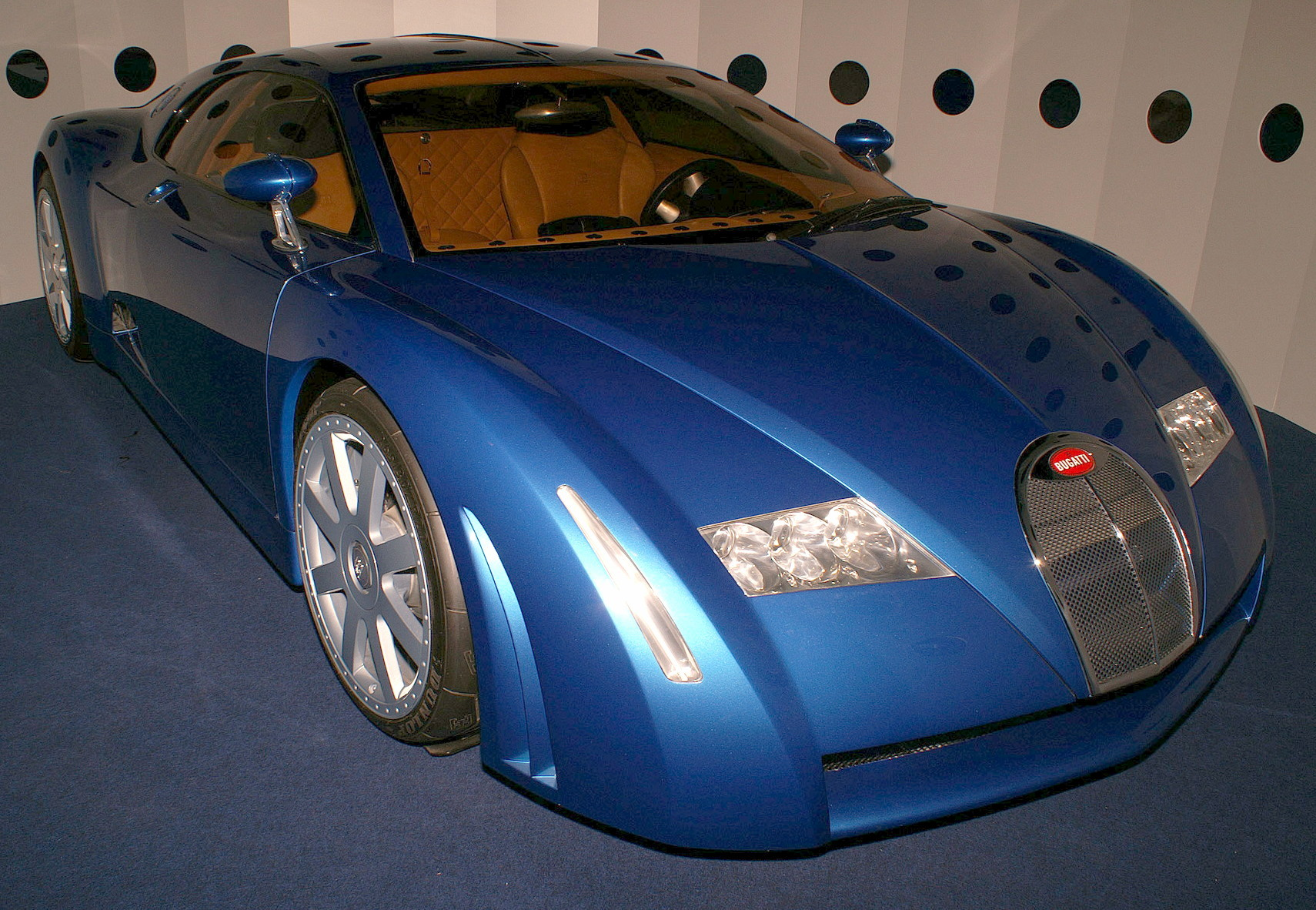
18/3 シロン

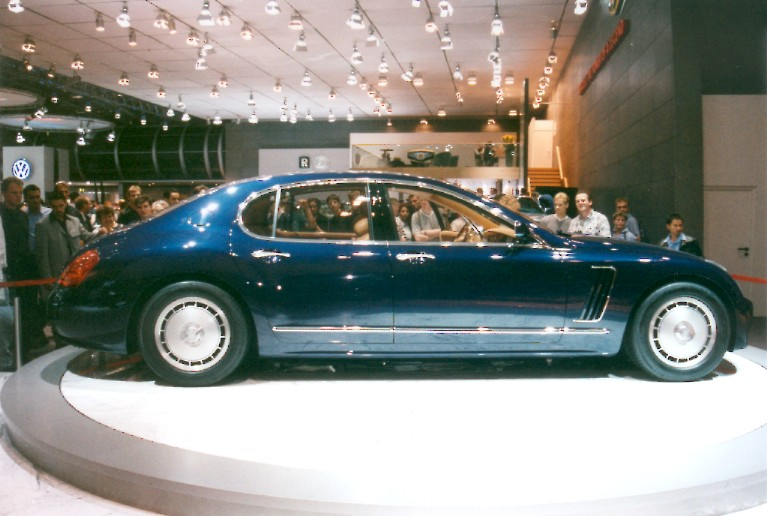
EB218

フォルクスワーゲンはブガッティブランドの再生を託してジウジアーロのイタルデザインにコンセプトカー製作を依頼。最初に2ドアクーペEB118が1998年のパリサロンで発表され、次いでツーリングセダンタイプのEB218を、1999年のジュネーブ・モーターショーで、EB18/3シロンをフランクフルトのIAAで発表した。しかし、最終的なブガッティのコンセプトモデルはイタルデザインのものではなく、1999年東京モーターショーでフォルクスワーゲン自身のデザインによるブガッティ・ヴェイロンが発表された。
コンセプトモデルでは555馬力（408 kW、DIN）の18気筒エンジンを使用していた。これは乗用車としては初のW型エンジンであり、6気筒×3バンクで構成されていた。またフォルクスワーゲングループのモジュラー化されたエンジン群から多くのコンポーネントを共有していた。

## フォルクスワーゲンによる公式な設立
2000年12月、フォルクスワーゲンはブガッティ・オトモビルを設立した。フォルクスワーゲンで駆動関係のチーフであったカール＝ハインツ・ノイマン（Karl-Heinz Neumann ）が社長となった。フランスのモルスアイム（Molsheim ）近郊のドリスアイム（Dorlisheim ）で1856年に造られエットーレ・ブガッティがゲストハウスとして使っていた城、シャトー・サン・ジャン（Château Saint Jean ）を購入、改装し本社とした。以前のブガッティの工場はスネクマが手放そうとせず、フォルクスワーゲンは2000年夏のペブル・ビーチ・コンコース・デレガンスにおいて「モダンなアトリエを城（本社）の南隣に建設する」と発表した。このアトリエと呼ばれた工場は本社脇に新たに建造され2005年に竣工した。

## 各モデル

### ヴェイロン

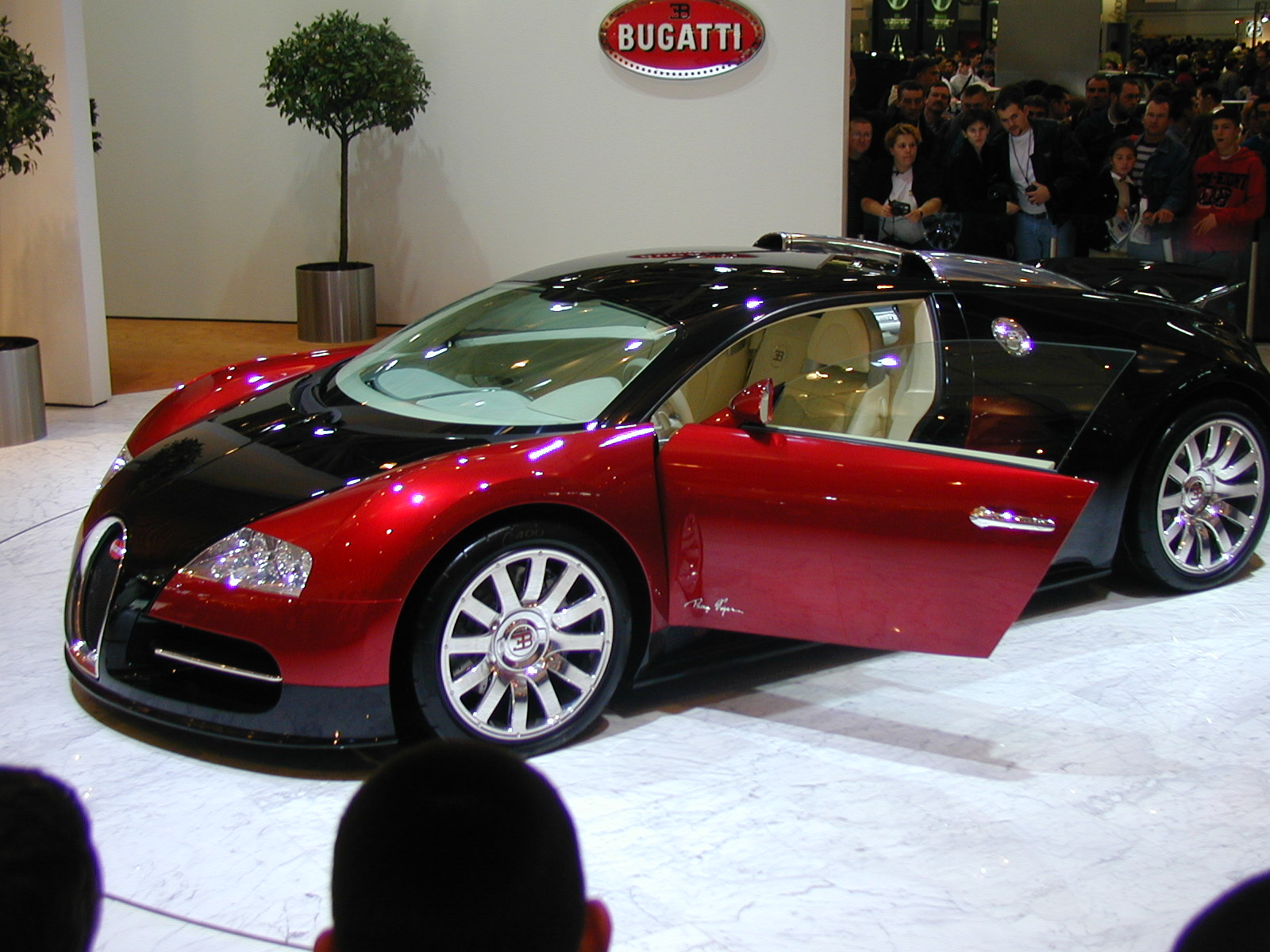
ヴェイロン

ピエヒによるブガッティ新モデル生産の発表は2001年のジュネーブ・モーターショーでおこなわれた。「ヴェイロン（Veyron）」と呼ばれたこの車両は、自動車史上最速、最強、最高価格とされた。大型で複雑な機構をもつW18エンジンに代わり、VR6系統で1999年のベントレー・ユノディエールコンセプトモデルで最初に使用されていたW型16気筒エンジンが用いられるとされた。このW16は4気筒×4バンクでターボチャージャーを4基装備し、1001馬力 (736 kW) を予定しているとされた。最高速度405 km/h（252 mph）で価格は100万ユーロ（当時で130万USドル）とされた。
2001年の1年間も開発に費やされ『アドバンスト・コンセプト』とフォルクスワーゲンが呼ぶ段階に進んでいた。2001年後半にはブガッティは公式に車名を『ヴェイロン16.4』（Veyron 16.4 ）と名づけ、2003年に量産に入ると発表。しかしその後も高速安定性に問題があり、プロトタイプの1台を壊してしまった。米国カリフォルニア州モントレーのラグナ・セカでおこなったプレス向けデモンストレーションではスピンアウトを喫しクラッシュしてしまい、生産は遅れることになった。
この年ピエヒはフォルクスワーゲンの監査会会長に退き、取締役会長はベルント・ピシェッツリーダーとなった。ピシェッツリーダーはヴェイロンを製図段階まで戻し、大掛かりな変更を指示した。2003年12月、ブガッティの社長はケルンで銀行を経営し、かつてはル・マンでBMWチームのレーサーとしても活躍したトーマス・ブシャー（Thomas Bscher ）となった。また、エンジニアリングチーフは前フォルクスワーゲンのエンジニアのヴォルフガング・ シュライバー（Wolfgang Schreiber ）が就き、ヴェイロンには大なたが振るわれた。
ヴェイロンは2005年に発売開始、2015年2月に完売が発表され、絶版となった。

### 16Cガリビエール
ブガッティはヴェイロンに次ぐモデルとして、4ドアセダンの開発を進めていた。当時社長のブシャーは2005年10月の東京モーターショーにおいて「ヴェイロンのエンジンとトランスミッションを活用した、フロントエンジンの4人乗りになるだろう」と発言した。
2009年9月14日、ブガッティブランド100周年記念式典のクライマックスにおいて、コンセプトカー「16Cガリビエール コンセプト（16C Galibier concept ）」が発表された。ファストバックスタイルをもつ4ドアセダンで、2ステージスーパーチャージャー付きW型16気筒エンジンをフロントに搭載し、ガソリン以外にエタノールでも走行が可能なフレックス燃料車である。駆動方式はフルタイム4WD。ブレーキにはセラミックスが使われる。
しかし、16Cガリビエールは市販化には至らなかった。

### シロン

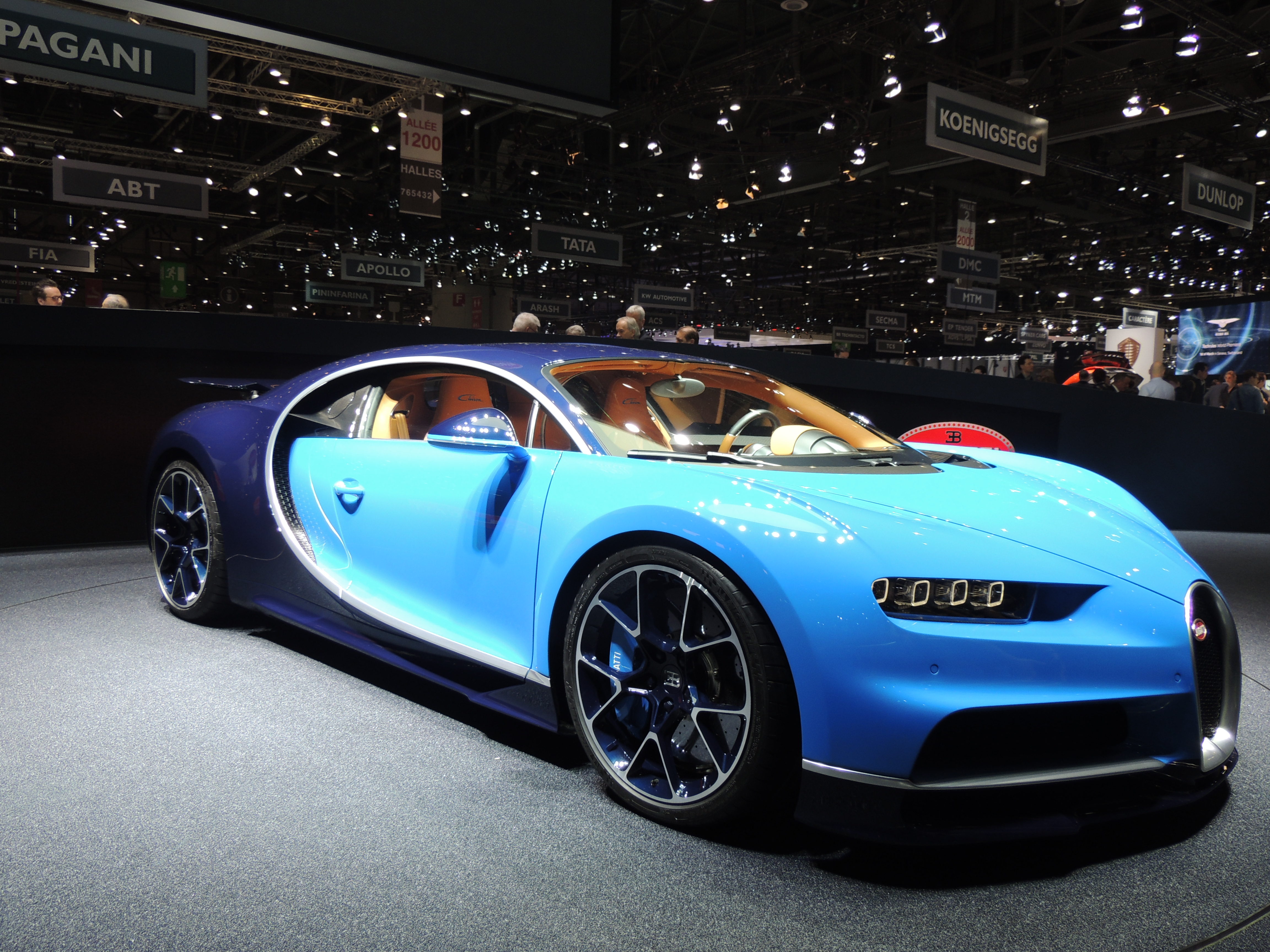
シロン

2016年ジュネーブ・モーターショー開幕の前日である2月29日、ヴェイロンの後継モデルとして「シロン」が発表された。8リットルのW型16気筒クワッドターボエンジンを搭載し、最大出力1500馬力 / 最大トルク163.2kgmを発生させる。公称の最高速度は420 km/hで、価格はヴェイロンの倍となる260万USドルと発表された。「シロン」という車名は、かつてブガッティに乗り活躍したレーシングドライバーのルイ・シロンから採られている。

### ディーヴォ
アメリカカリフォルニア州モントレーで開催された「ザ・クエイル：モータースポーツ・ギャザリング」において発表された。
「ディーヴォ（Divo）」と名付けられたこの車両は、シロンをベースに、敏しょう性、ハンドリング性能を高めた。また、シロンの空力をファインチューンし、サスペンションとシャシーのセッティングを仕立て直した。さらに、標準のシロンと比べて35kgのウェイトダウンを実現。ダウンフォースはプラス90kgを得た。
40台限定で製造され、500万ユーロで販売されたが、即座に完売した。
車名は1920年代にブガッティに乗りタルガ・フローリオを2度制したアルベルト・ディーヴォから採られている。

## リマックと合弁
2021年7月6日、ブガッティ・オトモビルと同じフォルクスワーゲングループに属するポルシェAGは、クロアチアの自動車メーカーであるリマック・アウトモビリとの間に合弁会社「ブガッティ・リマック」を設立する事、ブガッティ・リマックの株式保有率はリマックが55％でポルシェAGが45％となる事、そして、フォルクスワーゲンが持つブガッティ・オトモビルの株式はポルシェAGに譲渡される事を発表した。ブガッティ・オトモビルはこの合弁会社の傘下で引き続き存続し、ブガッティ車の生産も引き続きフランスのモルスアイムにある工場で行われる。11月1日、ブガッティ・リマックは正式に発足した。

## モデル一覧
| エクステリア | シリーズ名                                    | 販売時期        | 販売状況       | 生産台数 | エンジン |
| ------------ | --------------------------------------------- | --------------- | -------------- | -------- | -------- |
|              | EB 112                                        | -               | コンセプトカー | 1台      | 6.0L V12 |
|              | EB 118                                        | -               | コンセプトカー | 1台      | 6.3L W18 |
|              | EB218 EB 218                                  | -               | コンセプトカー | 1台      | 6.3L W18 |
|              | EB18/3シロン EB18/3 Chiron                    | -               | コンセプトカー | 1台      | 6.3L W18 |
|              | 16Cガリビエール 16C Galibier                  | -               | コンセプトカー | 1台      | 8.0L W16 |
|              | ビジョン グランツーリスモ Vision Gran Turismo | -               | コンセプトカー | 1台      | 8.0L W16 |
|              | ボライド Bolide                               | -               | 販売済         | 40台     | 8.0L W16 |
|              | ヴェイロン 16.4 Veyron 16.4                   | 2005年 - 2015年 | 販売終了       | 450台    | 8.0L W16 |
|              | シロン Chiron                                 | 2016年 - 2024年 | 販売終了       | 500台    | 8.0L W16 |
|              | ディーヴォ Divo                               | 2019年 - 2021年 | 販売済         | 40台     | 8.0L W16 |
|              | ラ ヴォワチュール ノワール La Voiture Noire   | 2019年          | 販売済         | 1台      | 8.0L W16 |
|              | チェントディエチ Centodieci                   | 2019年 -        | 販売済         | 10台     | 8.0L W16 |
|              | W16ミストラル W16 Mistral                     | 2022年 -        | 販売済         | 100台    | 8.0L W16 |
|              | トゥールビヨン Tourbillon                     | 2024年 -        | 販売済         | 250台    | 8.4L V16 |